# Forever 21
Forever 21 (Форевер 21) — американський бренд, що виготовляє широкий асортимент одягу, взуття, аксесуарів для жінок і чоловіків.

## Історія
Бренд був заснований в 1984 році іммігрантами з Південної Кореї, подружжям Чанг. Тоді ж з'явився перший магазин цього бренду в Лос-Анджелесі. Але називався він тоді Fashion 21. Пізніше бренд був перейменований на відому нам зараз назву — Forever 21.

Далі магазини бренду Forever 21 відкрились в Канаді в 2001 році, а потім і в інших містах по всьому світу.

Зараз керівництво бренду активно працює над розвитком мережі фірмових магазинів в Австралії.

Інтернет-магазин бренду був запущений в 2003 році, що сприяло більш швидкому поширенню популярності Forever 21.

У 2006 році бренд запустив чоловічу лінію одягу.

У 2007 році була додана лінія спідньої білизни, а в 2009 році черга дійшла і до косметики.

2011 рік ознаменувався відразу двома важливими подіями: бренд проник і до Великої Британії (був відкритий перший фірмовий магазин) і дебютувала лінія одягу для дівчаток.